# منطقه کاوینگ
منطقه کاوینگ (به لاتین: Kavieng District) یک منطقهٔ مسکونی در پاپوآ گینه نو است که در استان ایرلند نو واقع شده‌است.

## خصوصیات
منطقه کاوینگ ۲٬۹۸۳ کیلومترمربع مساحت و ۸۳٬۱۶۲ نفر جمعیت دارد.